# Talaga (Ganding)
Talaga is een bestuurslaag in het regentschap Sumenep van de provincie Oost-Java, Indonesië. Talaga telt 2539 inwoners (volkstelling 2010).